# Rogerio Moraes Ferreira
Rogerio Moraes Ferreira (Abaetetuba, 1994. január 11. –) brazíl válogatott kézilabdázó, beálló. Jelenleg a portugál SL Benfica játékosa.

## Pályafutása

### Klubcsapatokban
Rogério Moraes Ferreira Abaetetuba városában született. Pályafutását hazájában kezdte, viszonylag későn, 2012-ben, tizennyolc évesen. Brazíliában az ADENA Abaetetuba és a Vila Olimpica játékosa volt, majd 2015-ben a német THW Kiel szerződtette. Patrick Wiencek és René Toft Hansen mögött csak harmadik számú játékos volt posztján, így a több játéklehetőség miatt kölcsönadták a TSV Altenholznak. 2016 nyarán a macedón Vardar Szkopje igazolta le. 2017-ben bajnokságot nyert a csapattal és tagja volt a Bajnokok Ligája 2016–2017-es, valamint a 2018–19-es szezonját megnyerő együttesnek. 2019 nyarától a Telekom Veszprém játékosa. 2021. július 13-án Moraes családi okokra hivatkozva kérte szerződése felbontását, amit a klub vezetősége elfogadott. Augusztusban bejelentették, hogy a portugál SL Benfica játékosa lett.

## Sikerei, díjai
Vardar Szkopje
- Macedón bajnok: 2017, 2018, 2019
- Bajnokok Ligája-győztes: 2016–17, 2018–19
- SEHA-liga-győztes: 2016–17, 2017–18, 2018–19

Telekom Veszprém KC
- Magyar kupagyőztes: 2021

Brazília
- Pánamerikai bajnokságok, 2. hely: 2018
- Dél-amerikai kézilabda-bajnokság győztese: 2018